# مونتويري
بلدية مونتويري (بالإسبانية: Montuiri) هي بلدية تقع في منطقة جزر البليار شرق إسبانيا.

## الديموغرافيا
بلغ عدد سكان بلدية مونتويري 2.872 نسمة عام 2011 (وفقاً للمعهد الوطني للإحصاء الإسباني).
| 2.190 | 2.250 | 2.510 | 2.594 | 2.619 | 2.827 | 2.872 |